# سيف الشيخ نجيب
سيف الشيخ نجيب مخرج وممثل ومصور سوري، وهو ابن المخرج والممثل الراحل محمد الشيخ نجيب وشقيق النجم قيس الشيخ نجيب، من أشهر أعماله في الدراما التليفزيونية السورية، مسلسلات: (مرزوق على جميع الجبهات) 2004، (صدى الروح) 2006، (ممرات ضيقة) 2007، (وجه العدالة) 2008، (حياة آخرى) 2009، (الصندوق الأسود) 2010، وقد شاركه كل من عدنان أبو الشامات، محمد حداقي وديمة قندلفت في العديد من أعماله.

### في التمثيل
- ممرات ضيقة لعام 2007 حيث قام بدور أنس

### في التصوير
- لوين لعام 1997 (مساعد مصور)

### في الإخراج
- نور الموسم الأول لعام 2022
- بقعة ضوء الموسم الثاني عشر لعام 2016
- بقعة ضوء الموسم الحادي عشر لعام 2015
- الإخوة لعام 2014 بأجزائه الثلاثة
- حبيب ميرا لعام 2013
- مسلسل وفيلم حلوة وكذابه لعام 2012
- الصندوق الأسود لعام 2010
- فيلم الحمزة والعباس لعام 2009
- حياة أخرى لعام 2009
- وجه العدالة لعام 2008
- ممرات ضيقة لعام 2007
- صدى الروح لعام 2006
- مرزوق على جميع الجبهات لعام 2004
- أحلى أيام لعام 2020
- مسلسل الزافر 2025

## روابط خارجية
- سيف الشيخ نجيب على موقع قاعدة بيانات الأفلام العربية